# Ciudad de Dali
Dali  (en chino, 大理; pinyin, Dàlǐ) es un municipio bajo la jurisdicción de la ciudad-prefectura de Dali en la provincia de Yunnan, al sur de la República Popular China. Está ubicada al oeste de las montañas Cangshan y al este del Lago Erhai. Es un importante asentamiento de las minorías bai y yi aunque también hay grupos de tibetanos, hui, han y naxi. Su área es de 1739 km² y su población total para 2020 superó los 770 mil habitantes.

## Toponimia
La ciudad toma su nombre de lo que alguna vez fue conocido como Reino de Dali, este lugar es famoso por su mármol de alta calidad, Dali (dàlǐ 大理) significa literalmente "mármol" en chino.

El mármol de Dali es famoso en toda Asia y entre los coleccionistas de piedras preciosas de todo el mundo. Por unos pocos centímetros cuadrados de Shuimohuashi, un tipo de mármol particularmente precioso, los comerciantes de Hong Kong o Shanghái pueden cobrar hasta 20 000 dólares. Desde hace más de 1000 años, Dali es conocida como la ciudad del mármol; de hecho, la palabra china Dali significa “mármol”
Barbara A. West

## Administración
La ciudad de Dali se divide en 11 pueblos que se administran en 1 poblados y 10 villas étnicas.

## Clima
| Parámetros climáticos promedio de Dali (1971−2000) | Parámetros climáticos promedio de Dali (1971−2000) | Parámetros climáticos promedio de Dali (1971−2000) | Parámetros climáticos promedio de Dali (1971−2000) | Parámetros climáticos promedio de Dali (1971−2000) | Parámetros climáticos promedio de Dali (1971−2000) | Parámetros climáticos promedio de Dali (1971−2000) | Parámetros climáticos promedio de Dali (1971−2000) | Parámetros climáticos promedio de Dali (1971−2000) | Parámetros climáticos promedio de Dali (1971−2000) | Parámetros climáticos promedio de Dali (1971−2000) | Parámetros climáticos promedio de Dali (1971−2000) | Parámetros climáticos promedio de Dali (1971−2000) | Parámetros climáticos promedio de Dali (1971−2000) |
| Mes                                                | Ene.                                               | Feb.                                               | Mar.                                               | Abr.                                               | May.                                               | Jun.                                               | Jul.                                               | Ago.                                               | Sep.                                               | Oct.                                               | Nov.                                               | Dic.                                               | Anual                                              |
| -------------------------------------------------- | -------------------------------------------------- | -------------------------------------------------- | -------------------------------------------------- | -------------------------------------------------- | -------------------------------------------------- | -------------------------------------------------- | -------------------------------------------------- | -------------------------------------------------- | -------------------------------------------------- | -------------------------------------------------- | -------------------------------------------------- | -------------------------------------------------- | -------------------------------------------------- |
| Temp. máx. media (°C)                              | 15.3                                               | 16.7                                               | 19.7                                               | 22.5                                               | 24.8                                               | 25.0                                               | 24.4                                               | 24.3                                               | 23.3                                               | 21.2                                               | 18.1                                               | 15.8                                               | 20.9                                               |
| Temp. mín. media (°C)                              | 2.2                                                | 3.9                                                | 6.7                                                | 9.5                                                | 13.1                                               | 16.4                                               | 16.7                                               | 15.8                                               | 14.4                                               | 11.6                                               | 6.8                                                | 2.8                                                | 10.0                                               |
| Precipitación total (mm)                           | 20.4                                               | 28.1                                               | 41.6                                               | 24.8                                               | 61.9                                               | 164.5                                              | 185.6                                              | 209.1                                              | 167.6                                              | 96.2                                               | 40.7                                               | 10.8                                               | 1051.3                                             |
| Días de precipitaciones (≥ 0.1 mm)                 | 4.0                                                | 6.7                                                | 8.5                                                | 9.9                                                | 10.8                                               | 17.4                                               | 20.0                                               | 19.5                                               | 17.7                                               | 12.8                                               | 6.2                                                | 2.6                                                | 136.1                                              |
| Fuente: Weather China                              |                                                    |                                                    |                                                    |                                                    |                                                    |                                                    |                                                    |                                                    |                                                    |                                                    |                                                    |                                                    |                                                    |

## Lugares de interés
- El templo de las Tres Pagodas (三塔寺): está situado al pie de una montaña y en la orilla de un lago. Una de las pagodas tiene quince pisos mientras que las otras dos tienen una altura de nueve pisos.
- Templo Chongshen (chino simplificado: 崇圣寺, chino tradicional: 崇聖寺): fue construido durante el reino de Nanzhao, en el siglo IX. Es un ejemplo de las construcciones típicas de la región.